# گروشکا، استان وارمی-ماسوری
گروشکا (به لهستانی: Gruszka) روستایی واقع در شهرستان جاودووو در استان وارمی-ماسوری در شمال کشور لهستان است. این روستا تقریباً در ۸ کیلومتری جنوب روستای پووشنگتسا، ۱۰ کیلومتری غرب منطقه مسکونی جاودووو و ۷۰ کیلومتری جنوب غربی شهر اولشتین است.